# Christine Aaftink
Christine Jacoba Aaftink (Abcoude, 25 de agosto de 1966) es una deportista neerlandesa que compitió en patinaje de velocidad sobre hielo.
Ganó dos medallas de bronce en el Campeonato Mundial de Patinaje de Velocidad sobre Hielo en Distancia Corta entre los años 1990 y 1991.
Participó en tres Juegos Olímpicos de Invierno, entre los años 1988 y 1994, ocupando el cuarto lugar en Albertville 1992, en la prueba de 1000 m.

## Palmarés internacional
| Campeonato Mundial en Distancia Corta | Campeonato Mundial en Distancia Corta | Campeonato Mundial en Distancia Corta | Campeonato Mundial en Distancia Corta |
| Año                                   | Lugar                                 | Medalla                               | Prueba                                |
| ------------------------------------- | ------------------------------------- | ------------------------------------- | ------------------------------------- |
| 1990                                  | Tromsø (Noruega)                      | Medalla de bronce                     | Clasificación general                 |
| 1991                                  | Inzell (Alemania)                     | Medalla de bronce                     | Clasificación general                 |